# Antonio Mussa
Antonio Mussa (Torino, 30 ottobre 1940) è un politico italiano, europarlamentare dal 1999 al 2009.